# Île Paaio
L’île Paaio est un îlot de Nouvelle-Calédonie appartenant administrativement à Poum.